# Pablo Bastianini
Pablo Bastianini (Zárate, Buenos Aires, Argentina, 9 de noviembre de 1982) es un exfutbolista argentino.

## Trayectoria

### Comienzos
Se formó como jugador en las divisiones inferiores del club Argentinos Juniors y el Club Atlético Independiente. 
Su debut profesional fue con el Club Atlético Defensores de Belgrano en el año 2002 partido que enfrentó al Club Almagro por Primera "B" Nacional que finalizó 1 a 1. 
En el año 2003, Firma un contrato por 2 temporadas en el Quilmes Atlético Club equipo de la Primera División de Argentina donde disputó la Copa Sudamericana 2005 y Copa Libertadores 2005.
Luego pasó al fútbol de Inglaterra, donde se desempeñó en la liga Football League Championship con el equipo Yeovil Town F.C. quien compra su ficha y lo asegura con un contrato de 3 años. Participó de competiciones como la FA Cup (Copa de Inglaterra) y Football League Cup conocida como Carling Cup. 
Realiza una experiencia por el año 2007 en el fútbol Griego en la Super Liga de Grecia con el Ionikos FC de la ciudad de Atenas.
El 2008 Por Medio del Mánager Argentino Marcos Garzia , lo encuentra de nuevo en Sudamérica, más precisamente con el Caracas FC equipo venezolano que lo contrata para la Copa Libertadores 2008 disputando la fase de grupos con equipos como Cruzeiro Esporte Clube , Club Atlético San Lorenzo de Almagro y el Club Bamin Real Potosí .
En junio de 2008 sella un vínculo por 1 año con Maccabi Petah Tikva equipo de la Ligat ha'Al de Israel.
En agosto de 2009 se une al Club Atlético Boca Unidos de Corrientes, equipo de la Primera B Nacional , donde logra una destacada actuación , y logra el interés del prestigioso Yokohama F. Marinos de Japón, que participa en la J1 League que compra su Ficha a cambio de 800.000 dólares por 2 temporadas.
En agosto de 2011, vuelve a la Argentina para jugar en el Club Atlético Chacarita Juniors y en enero de 2012 pasó Patronato de Paraná.
A mediados de 2012 vuelve a Boca Unidos de Corrientes

## Clubes
| Club                   | País       | Año       |
| ---------------------- | ---------- | --------- |
| Defensores de Belgrano | Argentina  | 2002-2003 |
| Quilmes                | Argentina  | 2003-2005 |
| Yeovil Town            | Inglaterra | 2005-2006 |
| Ionikos                | Grecia     | 2007      |
| Caracas                | Venezuela  | 2008      |
| Maccabi Petah Tikva    | Israel     | 2008-2009 |
| Boca Unidos            | Argentina  | 2009      |
| Yokohama F. Marinos    | Japón      | 2010-2011 |
| Chacarita Juniors      | Argentina  | 2011      |
| Patronato              | Argentina  | 2012      |
| Boca Unidos            | Argentina  | 2012-2014 |
| Central Córdoba SdE    | Argentina  | 2014-2015 |
| Coras de Tepic         | México     | 2015-2016 |